# 2,5-ジメチルフラン
2,5-ジメチルフランは分子式C6H8Oで表される有機化合物である。フランの誘導体でありDMFと略記されるが、同じくDMFと略記される有機化合物のN,N-ジメチルホルムアミドとは全く無関係な化合物である。近年バイオ燃料としての研究が進められている。消防法に定める第4類危険物 第1石油類に該当する。

## 製造
フルクトースやグルコースから酸触媒によりヒドロキシメチルフルフラールを製造後、これを還元して2,5-ジヒドロキシメチルフランへと変換し、水素化分解により合成する方法が効率が良いと考えられている。
酸触媒を用いる方法は、2006年にウィスコンシン大学マディソン校の科学者によって報告された。
一方、酸触媒を使わない方法を、2007年にパシフィック・ノースウエスト国立研究所の研究者が報告した。収率はそれほど高くないものの、グルコースを原料にすることができるという特徴を持っている。

## バイオ燃料としての可能性
2,5-ジメチルフランはバイオ燃料としての利点と可能性を持っている。エネルギー密度がエタノールより約40%高く、ガソリンと同程度である。化学的に安定であり水とも混ざらないため、空気中の水分を吸収することもない。沸点がエタノールよりも14°C高いにもかかわらず、製造後に2,5-ジメチルフランを単離する際に必要なエネルギーは、エタノールの単離に必要なエネルギーの1/3で済む。
2,5-ジメチルフランは果物や根菜類に含まれるフルクトースや、でんぷんやセルロースから製造されるグルコースといった、自然界に幅広く存在する化合物から効率的に製造可能であることが利点である。しかしながら2007年現在では、バイオ燃料といえばバイオエタノールやバイオディーゼルを指すことが一般的である。

## 他の利用
2,5-ジメチルフランは一重項酸素の捕捉剤としても知られており、水中の一重項酸素の検出にも利用されてきた。近年、フルフリルアルコールが同様に利用可能であることが報告された。
また2,5-ジメチルフランは核磁気共鳴分光法の内部標準としても用いられる。2,5-ジメチルフランはδ 2.2 と 5.8; に特徴的な1本線のスペクトルが測定されるため、この領域にシグナルを持たない多くの化合物にとっては有用な標準物質となる。沸点も92°Cと比較的高温であるが、容易に除去可能である。

## 毒性
2,5-ジメチルフランは、2,5-ヘキサンジオンや4,5-ジヒドロキシ-2-ヘキサノンと共にヘキサンの代謝産物であり、ヘキサンがヒトに対して持つ神経毒性の一因となっている。
2,5-ジメチルフランはタバコの煙にも含まれている。血中の濃度により喫煙の有無を判断可能である。

## 食品化学
糖の熱分解により生成したり、キャラメル化した糖に微量に含まれることが知られている。